# Micheldorf, Kärnten
Micheldorf är en ort och kommun  i Österrike. Den ligger i distriktet Sankt Veit an der Glan i förbundslandet Kärnten, i den centrala delen av landet, 200 km sydväst om huvudstaden Wien. I kommunen finns en flygplats, Flugplatz Friesach/Hirt, för allmänflyg. 
Kommunen består av nio orter (Ortschaften) (inom parentes invånarantal 1 januari 2024):

- Gasteige (47)
- Gaudritz (0)
- Gulitzen (151)
- Hirt (25)
- Lorenzenberg (31)
- Micheldorf (666)
- Ostrog (0)
- Ruhsdorf (6)
- Schödendorf (25)